# Autoritratto con girasole
Questo autoritratto fu eseguito da van Dyck durante il periodo di fama maggiore: era stato infatti da poco nominato principal Paynter in order to their Majesties, primo pittore di corte da re Carlo I e gli erano state donate una grande collana d'oro ed il titolo Sir. Van Dyck indossa un abito di seta cremisi e volge lo sguardo per osservare gli spettatori. Accanto al pittore si staglia un grande girasole, sul cui significato si è sempre molto dibattuto.